# Omolabus chalceus
Omolabus chalceus es una especie de coleóptero de la familia Attelabidae.

## Distribución geográfica
Habita en Brasil.